# Marigny-Saint-Marcel
Marigny-Saint-Marcel (en francoprovençal Maregni-Sent-Marcél, o Marnyi) és un municipi francès situat al departament de l'Alta Savoia i a la regió d'Alvèrnia-Roine-Alps. L'any 2019 tenia 693 habitants. És el resultat de la fusió el 1844 dels municipis Marigny i Sant-Marcel.

## Demografia
El 2007 la població era de 632 persones. Hi havia 223 famílies i 239 habitatges, 225 habitatges principals, 10 eren residències i 4 desocupats.

La població ha evolucionat segons el següent gràfic:

## Economia
El 2007 la població en edat de treballar era de 407 persones, 301 eren actives i 106 eren inactives. Hi havia 45 establiments diversos, entre d'altres: nou empreses de fabricació, 6 de construcció, 16 d'empreses de comerç i reparació d'automòbils, dues empreses de transport, dues empreses d'hostatgeria i restauració…. Té una escola elemental.
L'any 2000 hi havia 24 explotacions agrícoles que conreaven un total de 528 hectàrees.